# Boerderijtype

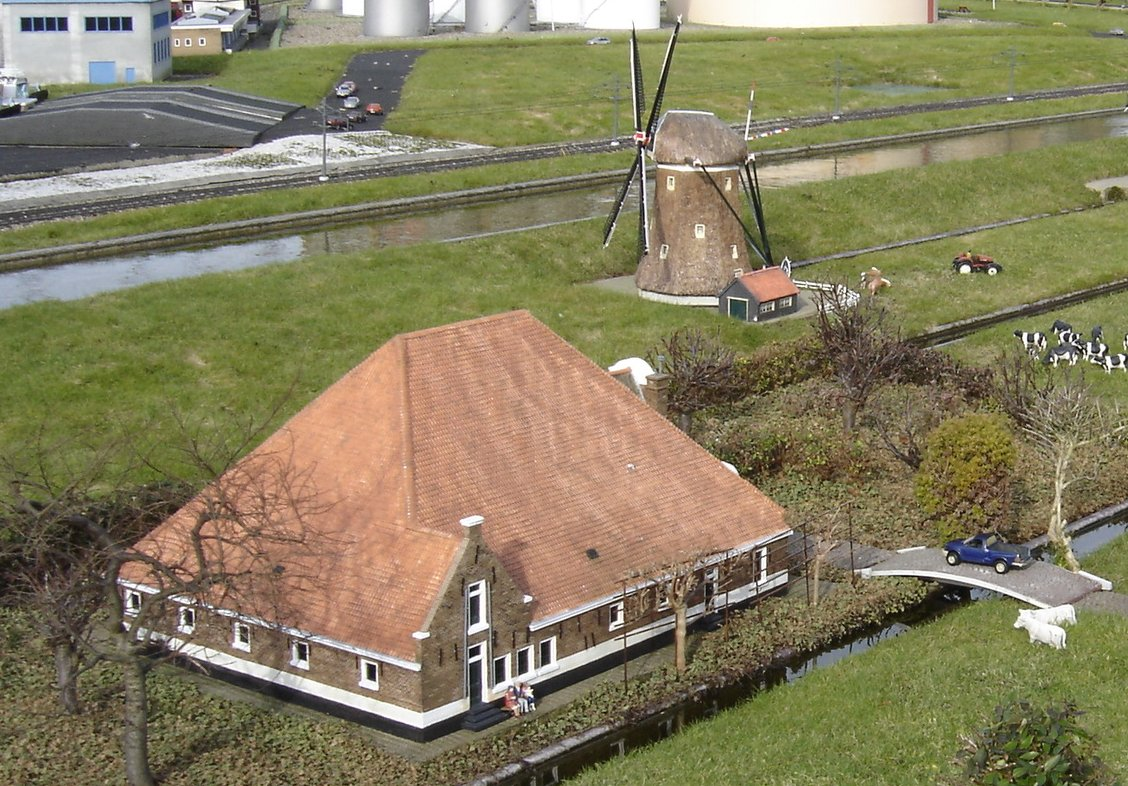
Model van een stolpboerderij uit Midden-Beemster in Madurodam.

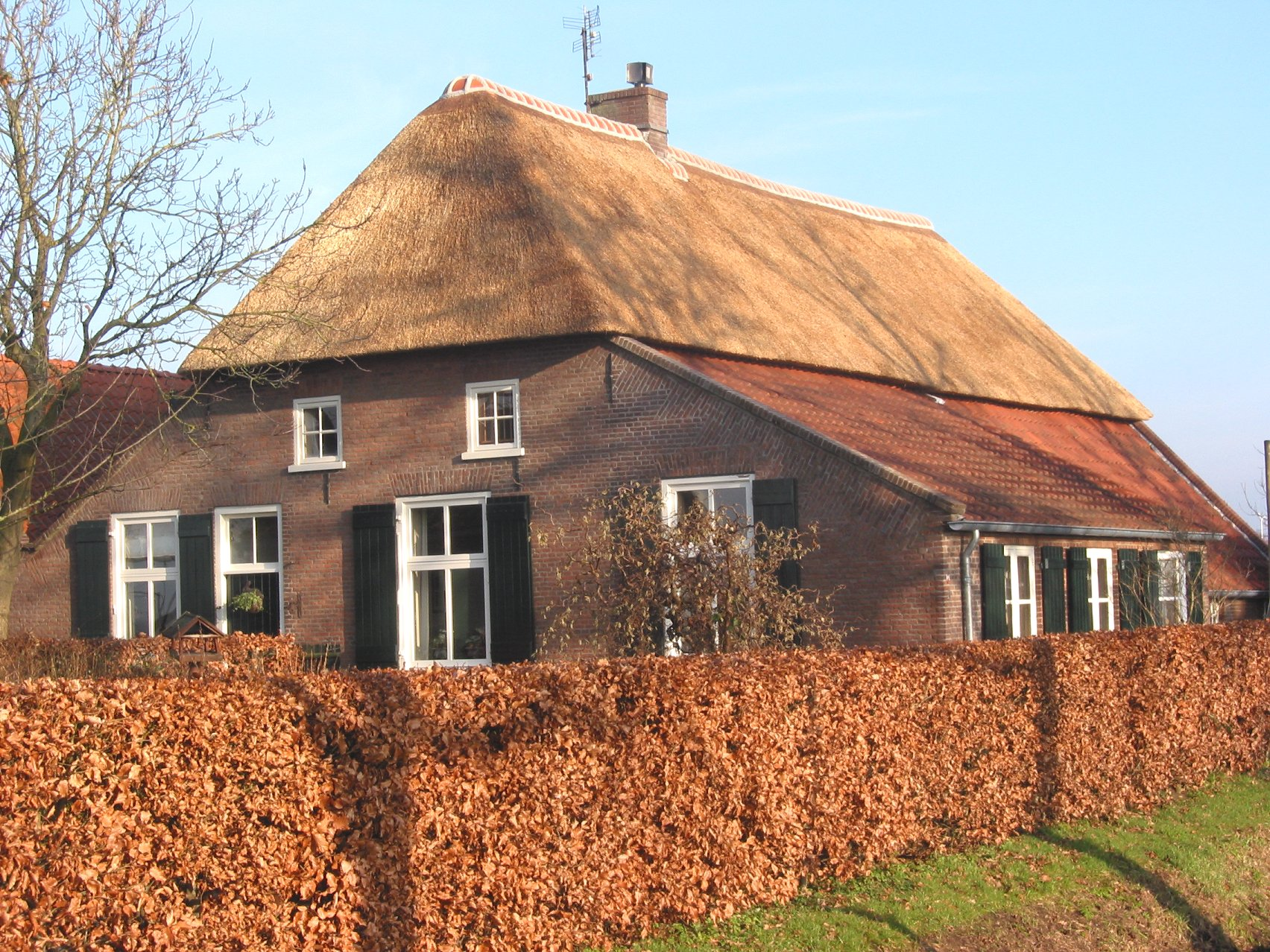
Hallenhuisboerderij uit Gelderland (1872)

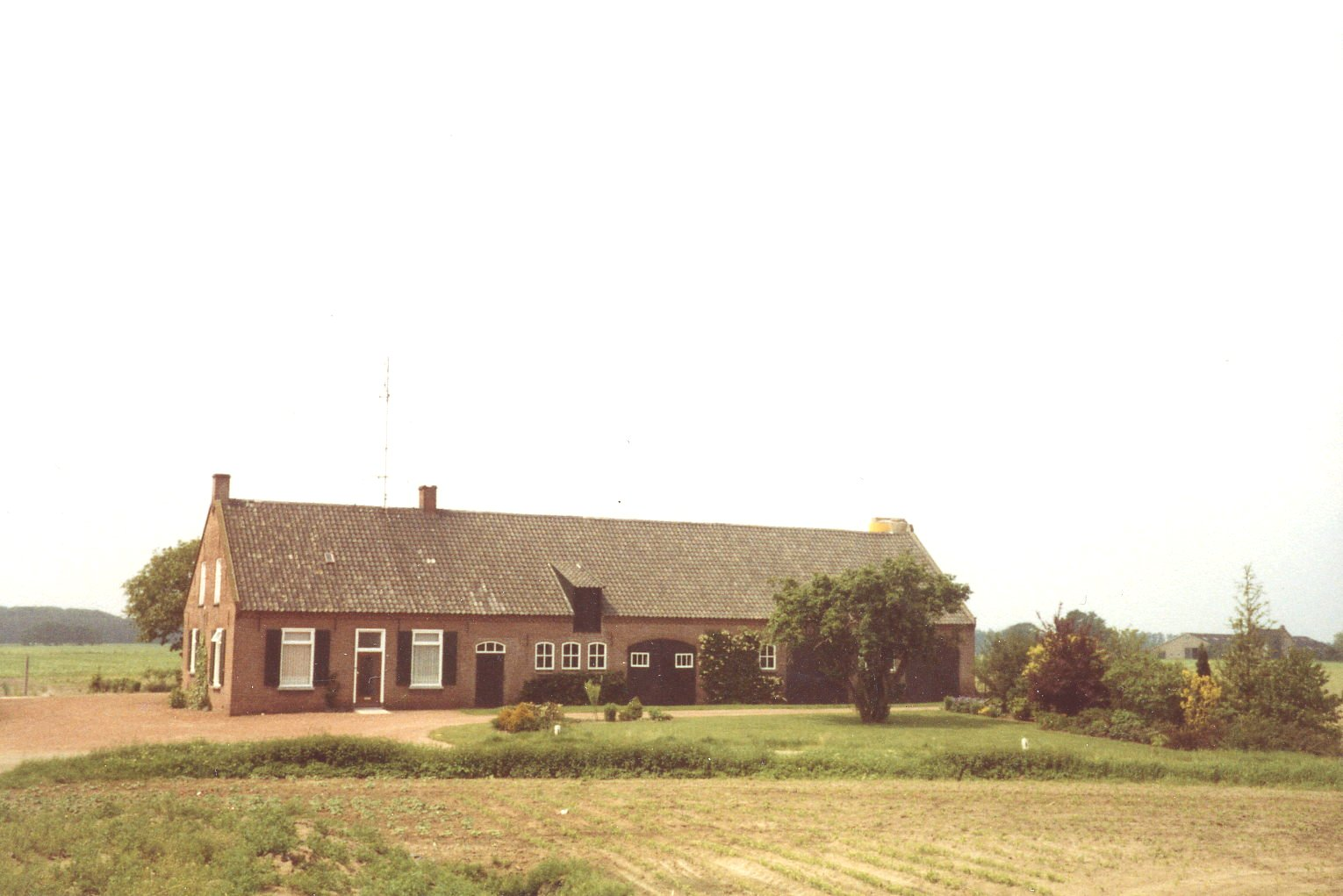
Langgevelboerderij te Vlierden, Noord-Brabant

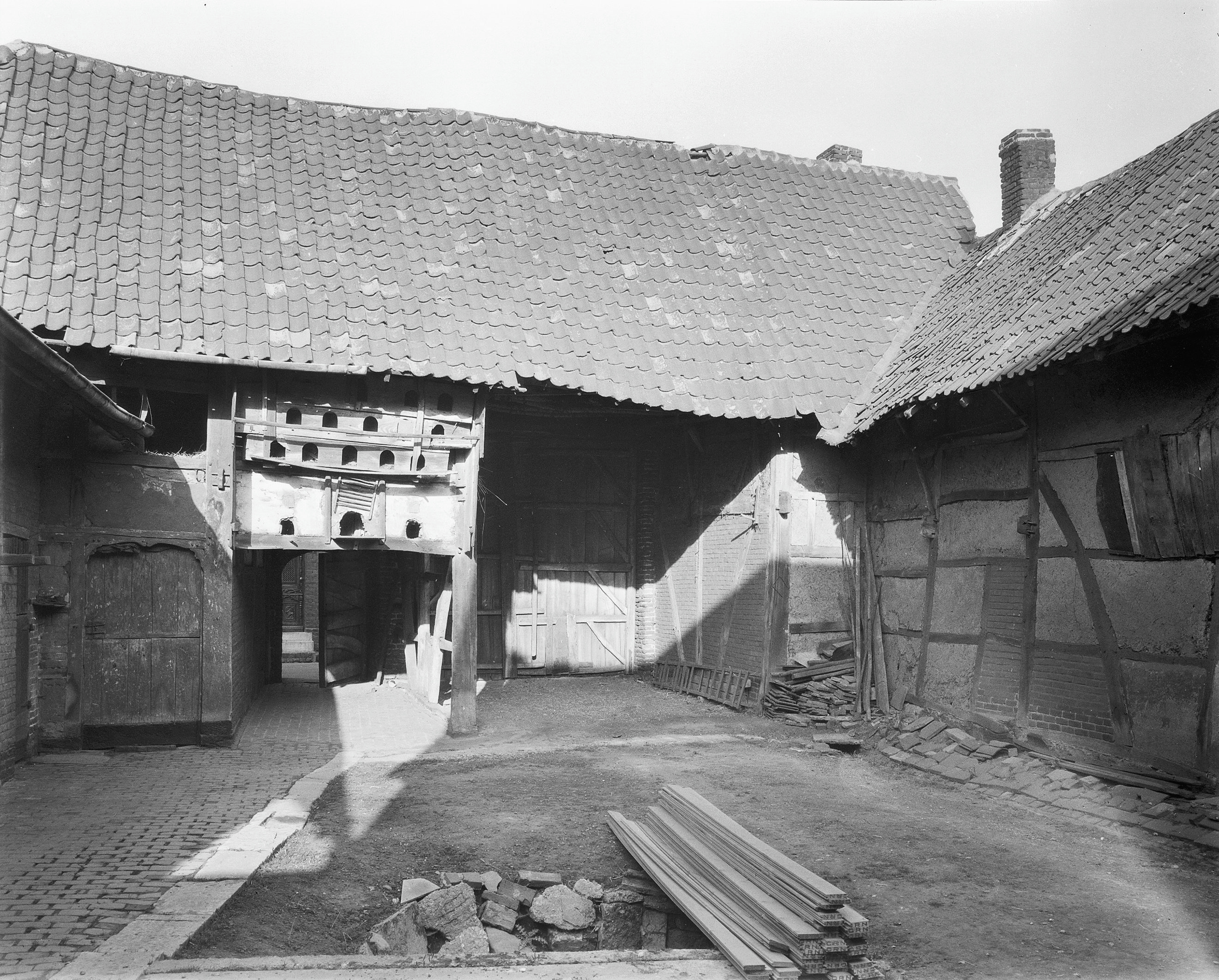
Hoeve, binnenplaats - Lutterade - 20143241 - RCE

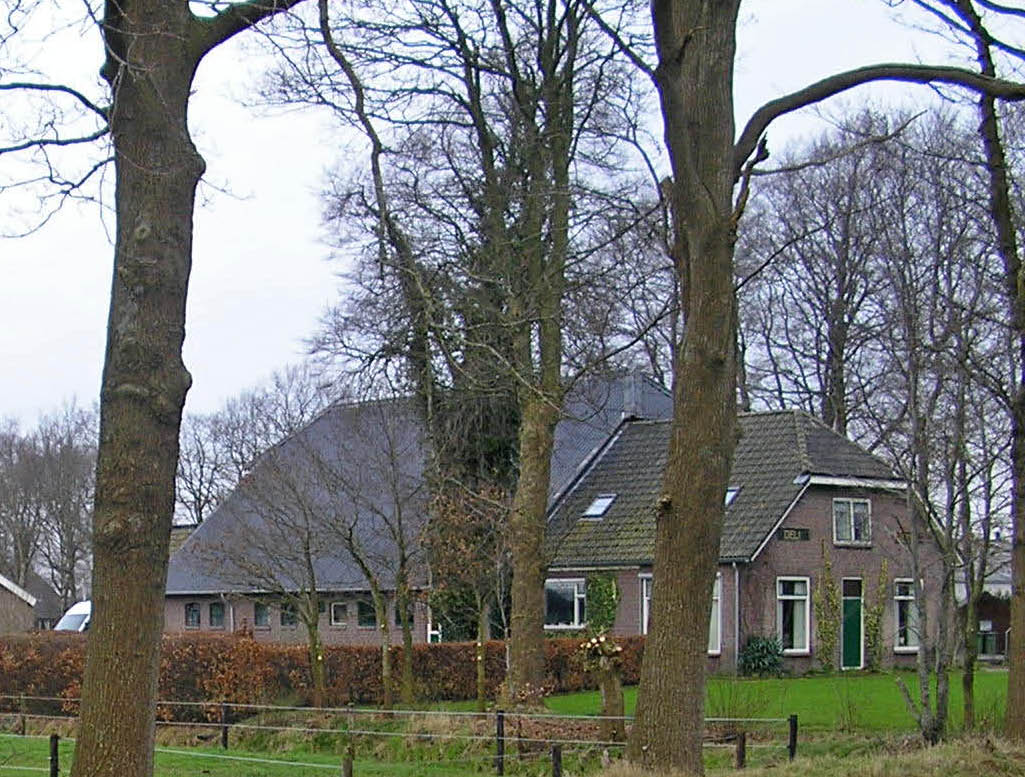
Drenthe: ontginningsboerderij (1910)

Met een boerderijtype wordt een klasse van boerderijen bedoeld die eenzelfde basisindeling hebben. De indeling in historische boerderijtypen wordt onder voorbehoud gehanteerd, omdat hij niet altijd voldoende recht doet aan de dynamiek van de historische ontwikkelingen.

## Historische boerderijtypen
De bestaande boerderijtypen zijn het resultaat van een eeuwenlange ontwikkeling, die sterke regionale en nationale verschillen met opvallende mengvormen vertoont.
Veel oude boerderijen verdwenen van het platteland, niet alleen in Nederland en België, ook elders in Europa. Vanaf het einde van de negentiende eeuw is, mede door een veranderende bedrijfsvoering, door betere transportmogelijkheden, industrialisatie en de toegenomen behoefte aan comfort, een einde gekomen aan de streekspecifieke verschillen tussen de boerderijen. Na de Tweede Wereldoorlog veranderde de bedrijfsvoering, waardoor men andere eisen aan de gebouwen ging stellen. In Oost-Europa werden de middelgrote en grote landbouwbedrijven genationaliseerd en omgezet in grootschalige agrarische ondernemingen.
Niettemin is een flink aantal monumentale boerderijen, die de verschillende boerderijtypen vertegenwoordigen, bewaard gebleven. In openluchtmusea worden voorbeelden van oude boerderijtypen geconserveerd en aan het publiek getoond.

## België
In België hanteert men vanouds een indeling die boerderijen rangschikt naar de ordening van de gebouwen op het erf. Dit hangt op zijn beurt weer samen met bedrijfsvoering en grondsoorten. Er zijn echter ook andere indelingen mogelijk die meer bij de Nederlandse, Duitse en Franse boerderijtypen aansluiten.
- De langgevelboerderij komt voor op de minder vruchtbare gronden in de Kempen, het noorden van Brabant en Hageland. Een variant hiervan is de zogenaamde "Bretonse hoeve", die voorkomt in West-Vlaanderen. Boerderijen van dit type zijn ook in Noord-Brabant en Noord-Limburg wijd verbreid.
- De blokhoeve komt voor in de meest bergachtige streken ten zuiden van de Samber en de Maas.
- De open hoeve, waarbij woning, stallen en dienstgebouwen vrij van elkaar rondom een binnenhof zijn gebouwd. Het type komt voor op de leemgronden in Haspengouw, Brabant en Henegouwen. De rechthoekige vorm is ontleend aan laatmiddeleeuwse kloosterbezittingen en landgoederen.
- De gesloten hoeve, waarbij woning, stallen en dienstgebouwen gesloten van elkaar rondom een binnenhof zijn gebouwd. Het type komt voor in West-Vlaanderen, de Westhoek en Frans-Vlaanderen. Een variant is de vierkantshoeve in Zuid-Limburg en naburige streken. Ook in grote delen van Denemarken zijn gesloten hoeven gebruikelijk.

Voor boerenschuren wordt doorgaans een andere indeling gehanteerd. Men onderscheidt:
- de Kempische schuur, in Nederland de Vlaamse schuur genoemd (Trefois rekent dit type tot de asymmetrische Brabantse schuur).
- de Brabantse schuur of langs(deel)schuur, in Wallonië grange en long genoemd.
- de bergschuur in West-Vlaanderen, ook wel mikke of (abusievelijk) Friese schuur genoemd.
- de Vlaamse dwarsschuur (vooral in de Kempen en het Waasland)
- de polderschuur van de Scheldepolders bestaat uit varianten van de Vlaamse en de Zeeuwse schuur.
- de paalschuur of hooiberg

De eerste drie typen gaan terug op de middeleeuwse klooster- of tiendschuren en maken gewoonlijk deel uit van grotere hoevencomplexen.

## Nederland

### Voormalige indeling
In de negentiende eeuw had men het idee dat de verschillen in boerderijtypen terug te voeren waren op etnische groepen. In veel artikelen wordt nog altijd gebruikgemaakt van de indeling van boerderijtypen zoals deze door de eerste boerderij-onderzoeker Johan Hendrik Gallée in 1908 zijn gepubliceerd. Hij deelde de boerderijen in naar herkomst van de Friezen (stolpboerderij), Saksen (hallenhuis), Franken (langgevelboerderij) of Romeinen villaboerderij (dwarshuisgroep).
Deze indeling is achterhaald en wordt door instanties als de Rijksdienst voor het Cultureel Erfgoed en de voormalige Stichting Historisch Boerderij-Onderzoek (SHBO) niet meer gebruikt. De gangbare boerderijtypen hebben zich veelal pas in de loop van de zeventiende en achttiende eeuw ontwikkeld door aanpassing aan landbouwkundige eisen en het welvaartsniveau van een streek. Door dit alles ontstond de grote variatie aan boerderijtypen zoals die rond 1900 voorhanden was.

### Gangbare indeling
Gangbaar is de indeling van boerderijtypen zoals deze in 1958 en 1973 werd gepresenteerd door de boerderijonderzoeker Rob C. Hekker; hij maakte daarbij gebruik van het werk van zijn voorgangers Klaas Uilkema en Gallée. Bij deze indeling werd geen onderscheid gemaakt naar etnische groepen, maar naar bedrijfsstijl en constructietype. Binnen een aantal hoofdtypen maakte hij een verdere onderverdeling, waarbij de indeling van de boerderijen zoals de plaats van de stal, dorsvloer of deel en de plaats van de hooi- of oogstberging belangrijk was. Ellen van Olst en anderen brachten hierin nog enkele verfijningen aan. Van Olst publiceerde in 1991 een rijk gedocumenteerde studie, waarin ze de geschiedenis van het boerderij-onderzoek in Nederland beschrijft.
Hekkers indeling geldt tegenwoordig als gedateerd. Na de opheffing van de Stichting Historisch Boerderij-Onderzoek (SHBO) in 2007 is het wetenschappelijk onderzoek naar boerderijen-geschiedenis in Nederland ten dele gestagneerd. Wel wordt er zowel in Nederland als in België veel toegepast onderzoek gedaan ten behoeve van erfgoedbehoud en monumentenbeheer. Een nieuwe synthese die de laatste onderzoeksresultaten in beide landen samenvat liet, zo stelde boerderijonderzoeker Piet van Cruyningen in 2006 vast, nog op zich wachten.
De meeste boerderijtypen in Midden- en Zuid-Nederland zijn ontstaan uit het hallenhuis. Dat geldt ook voor de Brabantse langgevelboerderij. De Zuid-Nederlandse dwarshuisgroep wordt daarentegen tot de Midden-Duitse huisgroep (het zogenoemde Ernhaus) gerekend.
Boerenschuren hebben een eigen ontwikkeling doorgemaakt. De schuren van de Noordelijke huisgroep (de zogenoemde 'Friese schuur'), de Zeeuwse en Vlaamse schuren en de schuren van de Limburgse vierkantshoeven zijn nauw verwant. Ze hebben zich waarschijnlijk ontwikkeld uit de meerbeukige middeleeuwse kloosterschuur, die in Engeland, Frankrijk en België wijdverbreid was. De oogst werd hier opgestapeld tussen de gebintstijlen in een centrale middenruimte, die ook wel tas, golle of vierkant werd genoemd. Vergelijkbare meerbeukige constructies zijn bekend uit feestzalen, markthallen, kerken en ziekenhuizen. Later verbreidde dit type zich ook langs de Waddenkust en in Scandinavië (onder andere de Deense agerumsladen). In het Duits gebruikt men hiervoor de verzamelnaam Gulfhaus, een term die in 1936 door Kurt Junge is geïntroduceerd.
Ook eenbeukige gebouwen met een overdwarse indeling hebben zich in de regel uit meerbeukige constructies ontwikkeld. De meeste boerderijtypen zijn uiteindelijk uit het middeleeuwse woonstalhuis voortgekomen. Het eigenlijke hallenhuis waarbij de oogst op de zolderbalken werd bewaard, is daarentegen een Noord-Duitse innovatie. Ankerbalkgebinten vormen, in tegenstelling tot wat men vroeger dacht, een laatmiddeleeuwse vernieuwing die zowel in boerenschuren als hallenhuizen werd toegepast.
De boerderijen in Zuid- en Zuidwest-Nederland kenmerken zich vooral door een gestapeld kapgebinten, terwijl in Noord- en Oost-Nederland de eenvoudige sporenkappen overheersen.

### Ontwikkeling
De ontwikkeling van prehistorische bouwvormen naar historische boerderijtypen is minder vanzelfsprekend dan men vroeger dacht. De belangrijkste ontwikkeling in de late middeleeuwen lijkt de overgang van simpele constructies met ingegraven stijlen en een beperkte levensduur naar gecompliceerde gebintconstructies op stenen poeren te zijn. Een tweede belangrijke ontwikkeling was de 'verstening' van het boerenhuis sinds de late middeleeuwen, waarbij wanden van hout en vlechtwerk werden vervangen door muren uit baksteen. Deze ontwikkeling, die werd bestudeerd door de bekende volkskundige J.J. Voskuil, begon in de rijke kustprovincies en verbreidde zich stapsgewijs over Nederland.
Met het gebruik van zwaardere bouwmaterialen verdween ook de noodzaak de boerenwoningen van binnen te stutten. Het gebint maakte in veel gevallen plaats voor dragende muren; alleen bij grote schuren bleef het traditionele houtskelet tot het midden van de twintigste eeuw in zwang. Ten slotte verviel ook de noodzaak de boerderij in de lengterichting te gebruiken. Al vanaf het einde van de middeleeuwen was er een tendens kleinere gebouwen vanaf de zijgevels te ontsluiten, bijvoorbeeld met ramen en extra deuren. Daaruit ontstonden nieuwe boerderijtypen met een overdwarse indeling, zoals de Brabantse, Drentse en Zeeuwse boerderij.

### Hoofdtypen
Op grond van het werk van Hekker en Uilkema kunnen (met enkele correcties) vier of vijf hoofdtypen onderscheiden worden. Enkele van deze typen komen ook in Duitsland en België voor. De grote schuren in Noord- en Zuid-Nederland worden in Duitland tot het type van de Gulfscheune gerekend.

#### Noord-Nederlandse huisgroepofFriese huisgroep
- oud-Fries Langhuis (ontwikkeld uit het middeleeuwse woonstalhuis)
- Huizen met een schuur (Duits: Gulfhaus)
  - Stolpboerderij (Noord-Holland) (Duits: Haubarg)
    - Langhuisstolp (Noord-Holland) (Duits: Barghus)
    - Wieringse boerderij (Noord-Holland)
    - Hooihuis (Noord-Holland)
    - Schapenboet (Texel)
    - Schouwse stolp (Zeeland)
    - Stelpboerderij (Friesland)

  - Kop-hals-rompboerderij met een Friese schuur
    - Kop-hals-rompboerderij (Groningen en Friesland)
    - Hogelandster boerderij (Groningen; vaak als kop-romp-boerderij)
    - Bildtse boerderij (Friesland)
    - Terschellinger boerderij (Friesland)
    - Amelander boerderij (Friesland)

  - Oldambtster boerderij (Noord-Nederland, Duits: Ostfriesenhaus)

#### HallenhuisgroepofNederduits hallenhuis
- Boerderijen met middenlangsdeel 
  - Kortgevelboerderij (Oost-Brabant en Noord-Limburg)
  - Krukhuis- en T-boerderij (Rivierengebied)
  - Los hoes (Oost-Nederland)
  - Voergangtype (Zuid-Holland)
- Boerderijen met dwarsdeel
  - Noord-Nederland: Drenthe en Noordwest-Overijssel (Staphorst), Stellingwerver en Giethoorn, alsmede 't  Gooi
  - Grondtastype in de Alblasserwaard
  - De Overmase boerderij van de Zuid-Hollandse Eilanden
- Langgevelboerderij (Oost-Brabant, de Kempen en Noord-Limburg)

#### DwarshuisgroepofZuid-Nederlandse huisgroep
- Midden-Limburgse ontwikkeling (vakwerkboerderij)
- Vierkantshoeve (Zuid-Limburg, type met samengevoegde onderdelen)

#### Zeeuwse en Vlaamse schuurgroep
- Zeeuwse schuurtype
- Vlaamse schuurtype (Vlaanderen: Kempische schuur)